# Noegus vulpio
Noegus vulpio är en spindelart som beskrevs av Eugène Simon 1900. 
Noegus vulpio ingår i släktet Noegus och familjen hoppspindlar. Inga underarter finns listade i Catalogue of Life.